# Airas Carpancho
Airas Carpancho fue un trovador gallego de finales del siglo XII y primera mitad del siglo XIII. Pertenece a la primera época de la lírica gallego-portuguesa.

## Biografía
Apenas se conservan datos biográficos, a partir de las investigaciones de Yara Frateschi Vieira y José Antonio Souto Cabo se comienza a conocer algo sobre su vida. Fue un caballero, hijo de Fernando Pais, nacido en Santiago de Compostela y con posesiones en Teo. Consta que tuvo 2 hermanos que estudiaron en París, uno de ellos fue también poeta (pero en latín). Debió vivir entre los años 1180 y 1245. De una de sus obras se deduce que frecuentó el círculo literario Doña Costança Martins y Don Munio de Rodeiro.

## Obra
Se conservan 13 obras: 12 cantigas de amigo y una cantiga de amor.